# Lekstorp
Lekstorp är en bebyggelse i tätorten Gråbo i Stora Lundby socken i Lerums kommun i Västergötland. Den klassades som småort av SCB till och med år 2000. Därefter hade den växt samman med tätorten Gråbo.